# Bretagnare (hästras)
Bretagnaren är en tung hästras från Bretagne i Frankrike som även kallas Breton eller Trait Breton (Bretagnsk draghäst). Rasen var ett resultat av fransmännens önskan att framställa den perfekta kallblodshästen. Rasen får gå igenom prestationsprov, spänd framför vagn. Hela provet arrangeras som en festival där även publiken deltar och klär sig på traditionellt vis.

## Historia
Bretagnaren har sitt ursprung i en utdöd hästras som kallades Sommierhäst som levde i bergen i Bretagne. Sommierhästen var en riktig allroundhäst och användes bland annat av keltiska krigare. Uppfödare i Bretagne använde dessa hästar som grund i ett flertal olika raser, bland annat en lättare typ av ridhäst kallad Rossierhäst som hade en extra gångart, en bekväm passgång. Rossierhästen var ett resultat av inkorsningar med orientaliska hästar under korstågstiden. Uppfödarna ville behålla bergshästarnas karaktär och utvecklade därför Bretagnaren på det nationella provinsstuteriet som låg uppe i bergen. 
För att ge mer massa och tyngd till rasen korsade man Sommierhästarna med bland annat den inhemska Percheronhästen och även importerade Ardennerhästar från Belgien. För att få en riktig körhäst blandade man även i den numera utdöda Norfolktravaren under 1800-talet. Resultatet blev en gren av Bretagnaren som kallades Postier. Namnet kom ifrån att dessa hästar användes för att dra postdiligenserna. Postiergrenen blev även lite senare populär inom kavalleriet. Postiern var lite lättare i typen och en riktigt elegant körhäst. 
Under början av 1900-talet fanns två typer av Bretagnare som var godkända, den lättare postiern och den tyngre "riktiga" bretagnaren. De båda hästtyperna fick varsin stambok 1909 men dessa slogs samman till en enda gemensam år 1912 med en sektion för vardera typ. 1920 förbjöds andra korsningar in i rasen då man ville hålla linjen enhetlig och 1926 blev hela boken gemensam och då fick de båda typerna korsas och avkomman blev godkänd om den följde rasens standard, men inga andra raser var tillåtna. Stamboken stängdes helt 1951. Ända sedan 1970-talet har det krävts att för att en häst ska få kallas Postier så måste båda föräldrarna ha blod från en annan bevisad postierhäst och dessutom genomgå prestationsprov framför vagn. Det finns även en tredje typ som kallas "Cheval de Corlay" som var mer byggd som en bergsponny. Numera är denna typ väldigt sällsynt och det finns ingen riktig standard för att bevisa en Corlay-typ. 
Bretagnaren blev dock, som alla tyngre arbetshästar, hårt drabbad av den mekanisering som följde efter andra världskrigets slut. Körhästarna ersattes av bilar och jordbruken satsade på traktorer och mekaniska maskiner. Till följd av detta blev raser som Bretagnare överflödiga. För att rädda dessa hästar sker avel främst med lättare typer av rasen för att säljas som tyngre ridhästar. Bretagnaren är dock fortfarande populär bland bönder som fortfarande håller sig till jordbruk med hästar. 

## Egenskaper

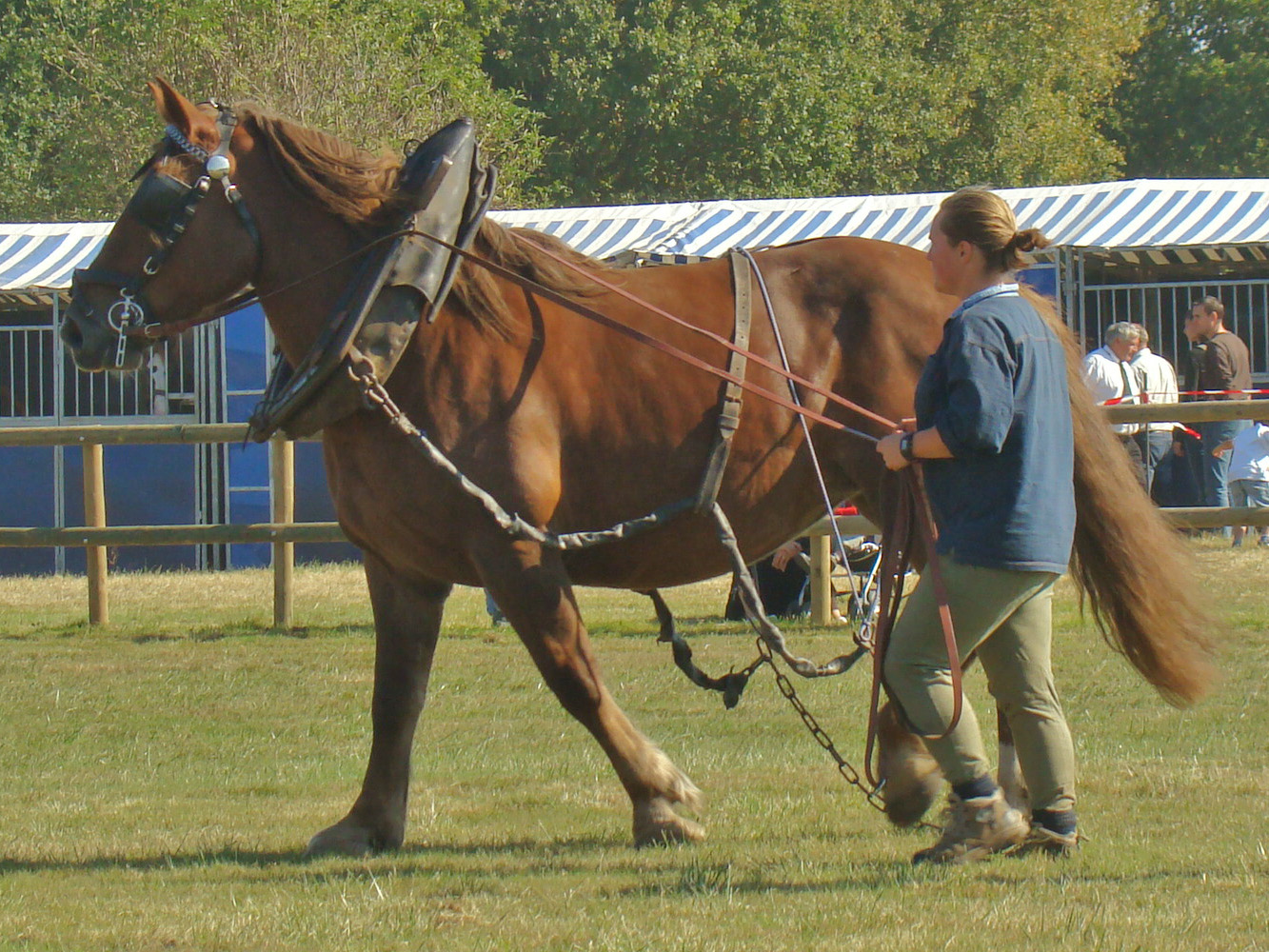
Bretagnare är idealiska arbetshästar som är väl lämpade för körning och som jordbrukshästar.

De båda typerna av Bretagnaren är likvärdiga i styrka och har lugnt och lätthanterligt temperament. Rasens exteriör är ganska "fyrkantig". Rasen är även idealisk för att förbättra andra raser och används ännu i Storbritannien för att utveckla hästar av Cobtyp, det vill säga en typ av häst som lämpar sig väl till ridning. Bretagnaren är mycket kompakt med ett attraktivt huvud på en hals med framträdande mankam. Färgen är oftast fux eller stickelhårig med rödfärgade inslag. Ofta är hästarna flaxfuxar och har då ljust lingul man och svans. Ibland syns ett mörkt kors över manken, ett primitivt tecken som visar på rasens uråldriga ursprung. Kroppen är kraftigt och halsen är fint böjd. Manen och pannluggen är ofta långa och lätt vågiga. 
Bretagnaren används idag mest inom jordbruket och som körhästar. De tyngre hästarna används även inom köttproduktion. Rasen har en imponerande trav för att vara en kraftig och tung kallblodshäst och är än idag det franska kavalleriets stolthet. Postierhästarna är lättare och mer lämpade för kavalleriet eller för nöjesridning medan den typiska Bretagnaren är kraftigare och bättre lämpad för arbete eller körning. Bretagnaren används även flitigt vid körtävlingar.